# Palúdžanka

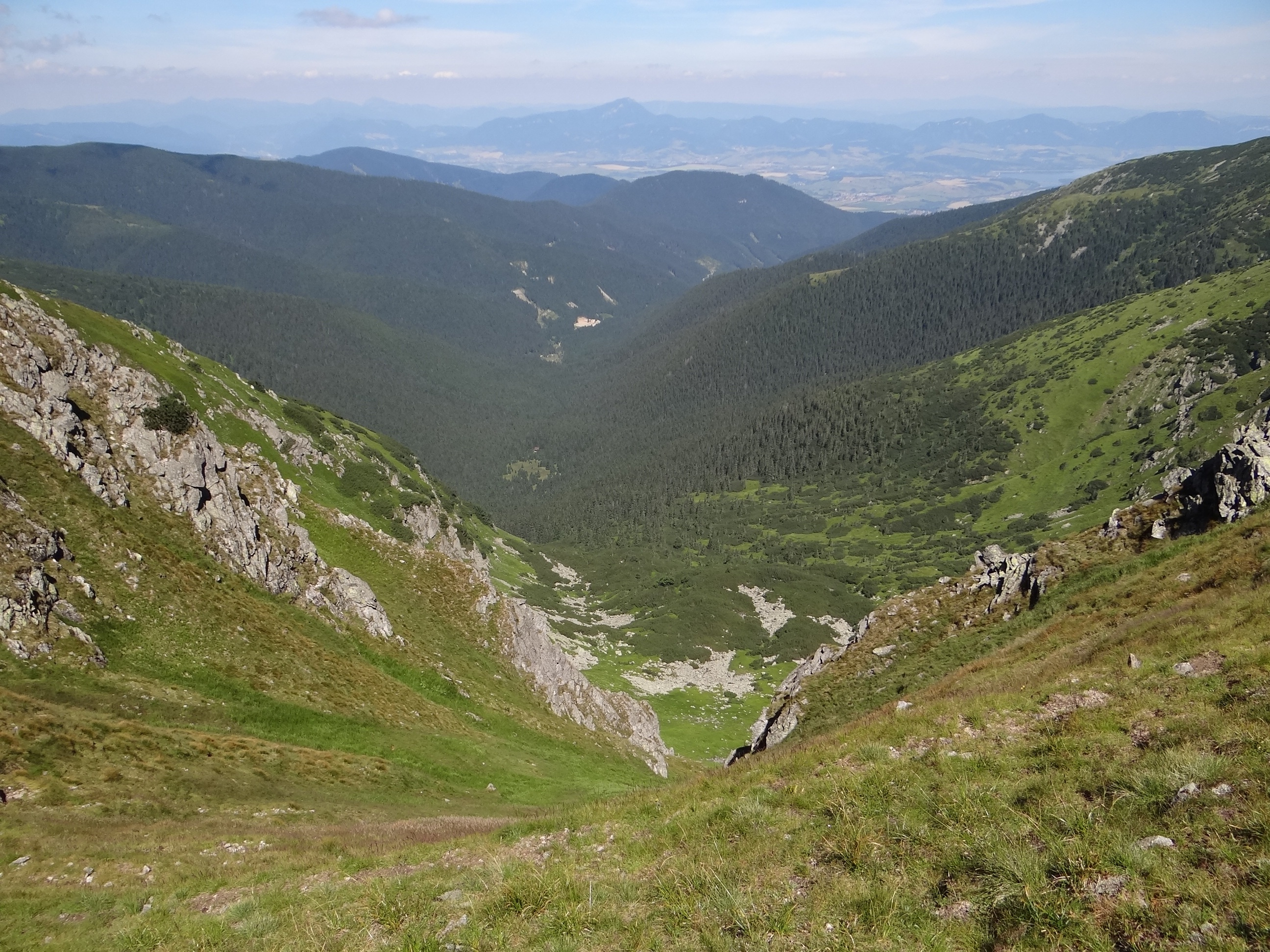
Krížska dolina, którą spływa Palúdžanka

Palúdžanka – potok w dorzeczu Wagu na Słowacji. Jego najwyżej położone źródła znajdują się na wysokości około 1525 m w dolince Chabenec w Niżnych Tatrach. Spływa doliną o nazwie Krížska dolina, zasilany krótkimi dopływami z obydwu jej zboczy oraz spod przełęczy Krížske sedlo. W dolnej części tej doliny rozdziela się na dwa koryta. Po opuszczeniu Niżnych Tatr wpływa na Kotlinę Liptowską, na której lewe koryto rozdziela się jeszcze raz na dwie odnogi: Dúbravka i Čemník. Główne koryto Palúdžanki przepływa przez miejscowości Lazisko, Svätý Kríž i Galovany. W tej ostatniej uchodzi do sztucznego zbiornika Liptovská Mara. Następuje to na wysokości 560-566 m, w miejscu o współrzędnych 49°04′57″N 19°32′18″E/49,082500 19,538333.
Głównym dopływem jest prawostronny potok Mošnica, którego większa część zlewni znajduje się w Niżnych Tatrach, ale uchodzi do  Palúdžanki na Kotlinie Liptowskiej w miejscowości Lazisko. W dolnym biegu Palúdžanka na Kotlinie Liptowskiej meandruje.